# 키르히베르크
키르히베르크(독일어: Kirchberg)는 스위스 장크트갈렌주에 있는 토겐부르크의 선거구에 있는 자치체이다.

## 역사
키르히베르크는 1222년에 Kilchberc로 처음 언급되었다.

## 지리
키르히베르크의 면적은 2006년 기준으로 42.6k㎡이다. 이 지역의 59.5%는 농업용으로 사용되며 30.9%는 산림이다. 나머지 토지 중 9%는 정착지(건물 또는 도로)이고, 나머지(0.6%)는 비생산적(강 또는 호수)이다.
시정촌은 토겐부르크 선거구에 있다. 선거구에서 가장 북서쪽에 위치한 자치제이며, 서쪽으로는 투르가우주와, 동쪽으로는 투르강과 접해 있다. 그것은 시정촌 중앙의 높은 고원에 있는 키르히베르크 마을, 키르히베르크 남쪽의 게빌 마을, 투르 위의 테라스에 있는 선형 마을인 바첸하이드로 구성되어 있다. 또한 시정촌 주변에는 Müselbach, Dietschwil, 외브빌, Nuetenwil, 루퍼스빌, 브레크, Schalkhusen, 볼피콘, Lütenriet, Buomberg, 베비콘 및 후젠의 작은 마을이 있다.

## 인구통계
2020년 12월 31일 기준, 키르히베르크의 인구는 9,241명이다. 2007년 기준으로 전체 인구의 약 22.9%가 외국인이다. 2000년 기준, 외국인 인구 중 독일 102명, 이탈리아 187명, 유고슬라비아 외 1,002명, 오스트리아 34명, 터키 284명, 타국 211명이다. 지난 10년 동안 인구는 2.3%의 비율로 증가했다. 2000년 기준, 인구 대부분은 독일어(86.4%)를 사용하며, 알바니아어가 2위(4.7%)이고, 세르보-크로아티아어가 3위(2.4%)이다. 스위스 공용어(2000년 현재), 6,829명이 독일어, 15명이 프랑스어, 134명이 이탈리아어, 7명이 로만슈어를 한다.
2000년 현재 키르히베르크의 연령 분포는 다음과 같다. 1,148명의 어린이(인구의 14.5%)가 0~9세 사이이고, 1,235명의 10대(15.6%)가 10~19세이다. 성인 인구 중 901명(인구의 11.4%(20~29세))이 있다. 1,286명(16.3%)은 30~39세, 1,170명(14.8%)은 40~49세, 792명(10.0%)은 50~59세이다. 고령자 분포는 577명(인구의 7.3%)이 60세 이상이다. 69세는 70~79세가 483명(6.1%), 80~89세가 250명(3.2%), 90~99세가 61명(0.8%), 70~79세가 1명이다. 100세 이상이 1명이 있다.
2000년에는 709명(인구의 9.0%)이 개인 주택에 혼자 살고 있었다. 자녀가 없는 부부(기혼 또는 약혼)의 일부는 1,447명(또는 18.3%)이었고 자녀가 있는 부부의 일부는 5,004명(또는 63.3%)이었다. 한부모 가정에 거주하는 사람은 353명(4.5%)이었으며, 한부모 또는 양부모와 함께 사는 성인 자녀가 68명, 친척으로 구성된 가구에 거주하는 사람이 37명, 혈연이 아닌 사람의 247, 시설에 수용되거나 다른 유형의 공동 주택에 살고 있다.
2007년 연방 선거에서 가장 인기 있는 정당은 37.9%의 득표율을 기록한 SVP였다. 다음으로 가장 인기 있는 세 정당은 CVP (31.1%), SP (11.5%), FDP (9.6%)였다.
전체 스위스 인구는 일반적으로 교육 수준이 높다. 키르히베르크에서는 인구의 약 63.1%(25-64세)가 비필수 고등교육 또는 추가 고등교육(대학 또는 응용학문대학)을 완료했다. 2000년 현재 키르히베르크의 전체 인구 중 1,911명(인구의 24.2%)이 이수한 최고 교육 수준은 초등 교육, 2,614명(33.1%)이 중등 교육을 이수했으며, 565명(7.1%)이 다닌다. 420명(5.3%)은 학교에 다니지 않는다. 나머지는 이 질문에 대답하지 않았다.
역사적 인구는 다음 표에 나와 있다.
| 년도 | 인구  |
| ---- | ----- |
| 1827 | 2,550 |
| 1850 | 4,194 |
| 1900 | 5,025 |
| 1950 | 5,619 |
| 2000 | 7,904 |

## 국가중요문화재
성 베드로와 바울의 가톨릭 교구 및 순례 교회는 국가적으로 중요한 스위스 문화 유산으로 등록되어 있다. 베비콘의 작은 마을은 스위스 유산 목록의 일부로 지정되었다.

## 경제
2007년 현재 키르히베르크의 실업률은 1.79%이다. 2005년 기준으로 1차 경제 부문에 467명이 고용되어 있고, 이 부문에 약 186개 기업이 참여하고 있다. 1,962명이 2차 부문에 고용되어 있고, 이 부문에 120개의 기업이 있다. 1,705명이 3차 부문에 고용되어 있으며, 이 부문에는 232개의 기업이 있다.
2009년 10월 현재 평균 실업률은 4.1%이다. 지자체에는 543개의 기업이 있었고, 그중 132개는 경제의 2차 부문에 참여했고 232개는 3차 부문에 참여했다.
2000년 기준으로 2,107명의 거주자가 지자체에서 일했으며 1,789명의 주민이 키르히베르크 외부에서 일했고, 1,561명이 일을 위해 지자체로 통근했다.

## 종교
2000년 인구 조사에 따르면 4,820명(61.0%)이 로마 가톨릭 신자이고, 1,370명(17.3%)이 스위스 개혁 교회에 속해 있다. 나머지 인구 중 크리스찬 가톨릭 교회 신자는 13명(인구의 약 0.16%)이고, 정교회는 243명(인구의 약 3.07%)이며, 다른 기독교 교회에 속한 87명의 개인(또는 인구의 약 1.10%)이다. 유대인 2명(인구의 약 0.03%)과 이슬람교 802명(인구의 약 10.15%)이 있다. 다른 교회에 속해 있는 개인은 31명(인구의 약 0.39%)(인구 조사에 등재되지 않음), 304명(또는 인구의 약 3.85%)이 교회에 속하지 않고, 불가지론자 또는 무신론자, 232명( 인구의 약 0.39%)이 있다. 또는 인구의 약 2.94%)가 질문에 대답하지 않았다.

## 교통
키르히베르크는 바트빌과 빌 사이의 빌-에브나트-카펠선에 있으며, 바첸하이트역에서 장크트갈렌 S-반이 운행된다.